# トラヤヌス橋

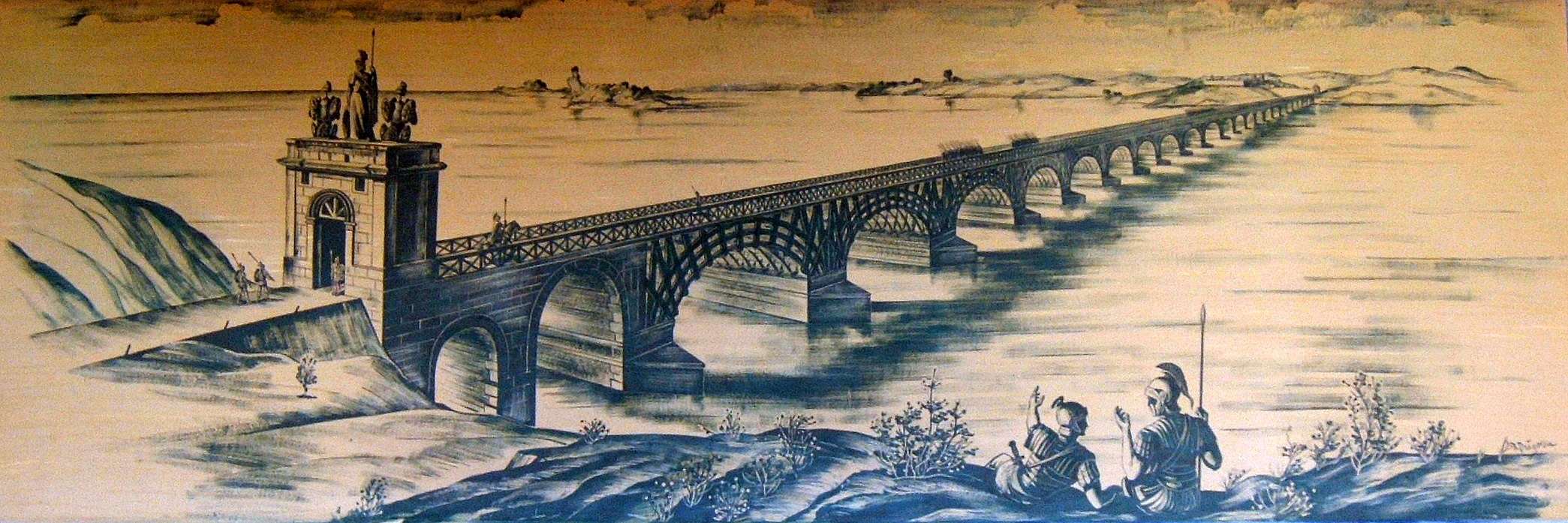
トラヤヌス橋の想像図

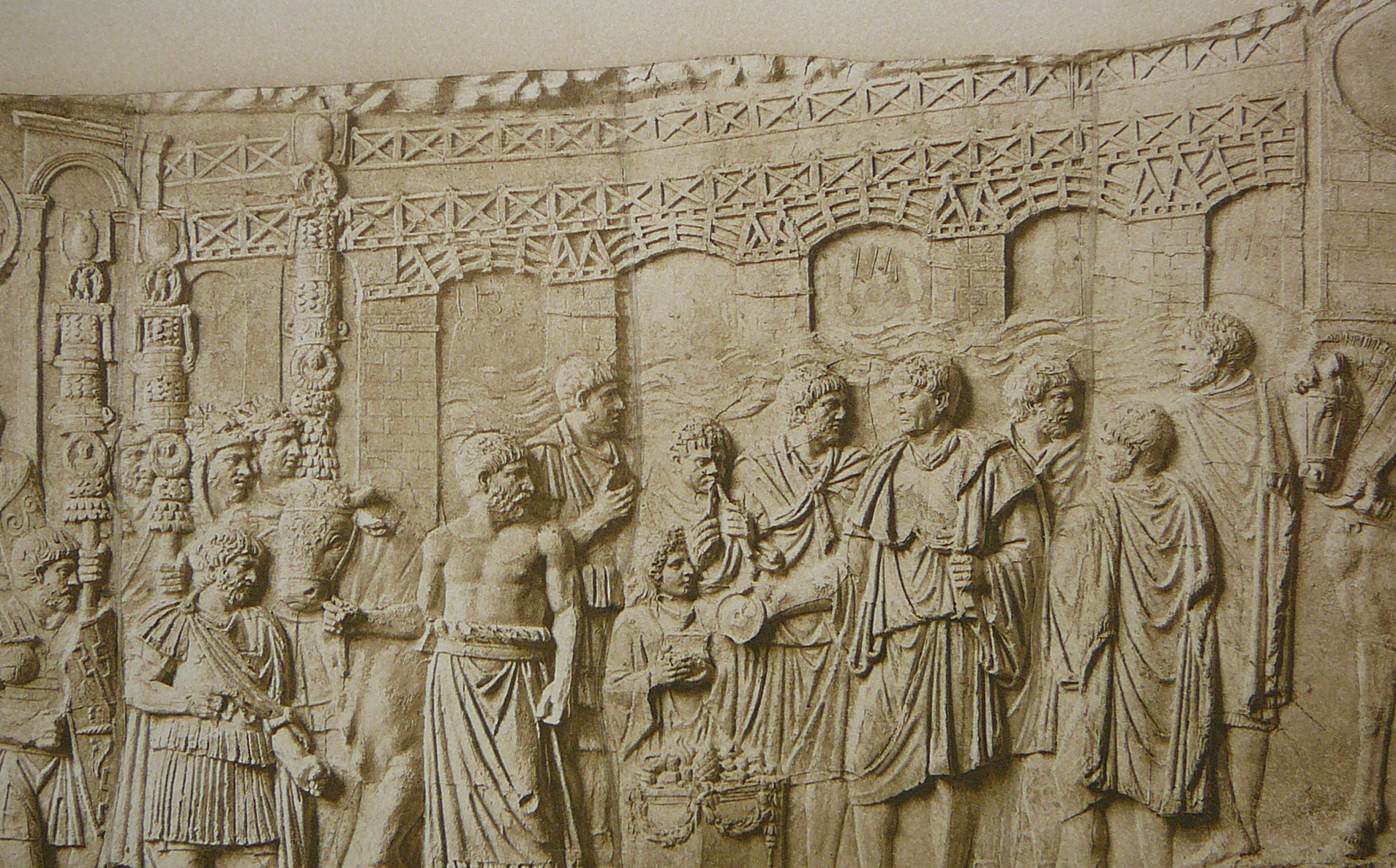
アポロドーロスが設計したトラヤヌス橋。生贄を捧げている皇帝の後ろにアポロドーロスが描かれている

トラヤヌス橋 (トラヤヌスばし、ルーマニア語: Podul lui Traian、セルビア語: Трајанов мост) は、ローマ帝国時代に建設されたドナウ川下流の最初の橋であるとともに、古代ローマ建築の誇る偉大な業績の一つ。橋として機能した期間は数十年にすぎなかったものの、以後1000年以上もの間、全長と支間の両方において世界で一番の長さを誇るアーチ橋であった。
トラヤヌス治世下の紀元105年、第二次ダキア戦争においてローマ軍がドナウ川を渡るため架橋された。設計したのは古代ローマの建築家であるダマスカスのアポロドーロス(Apollodorus of Damascus)であった。